# Centrum handlowe

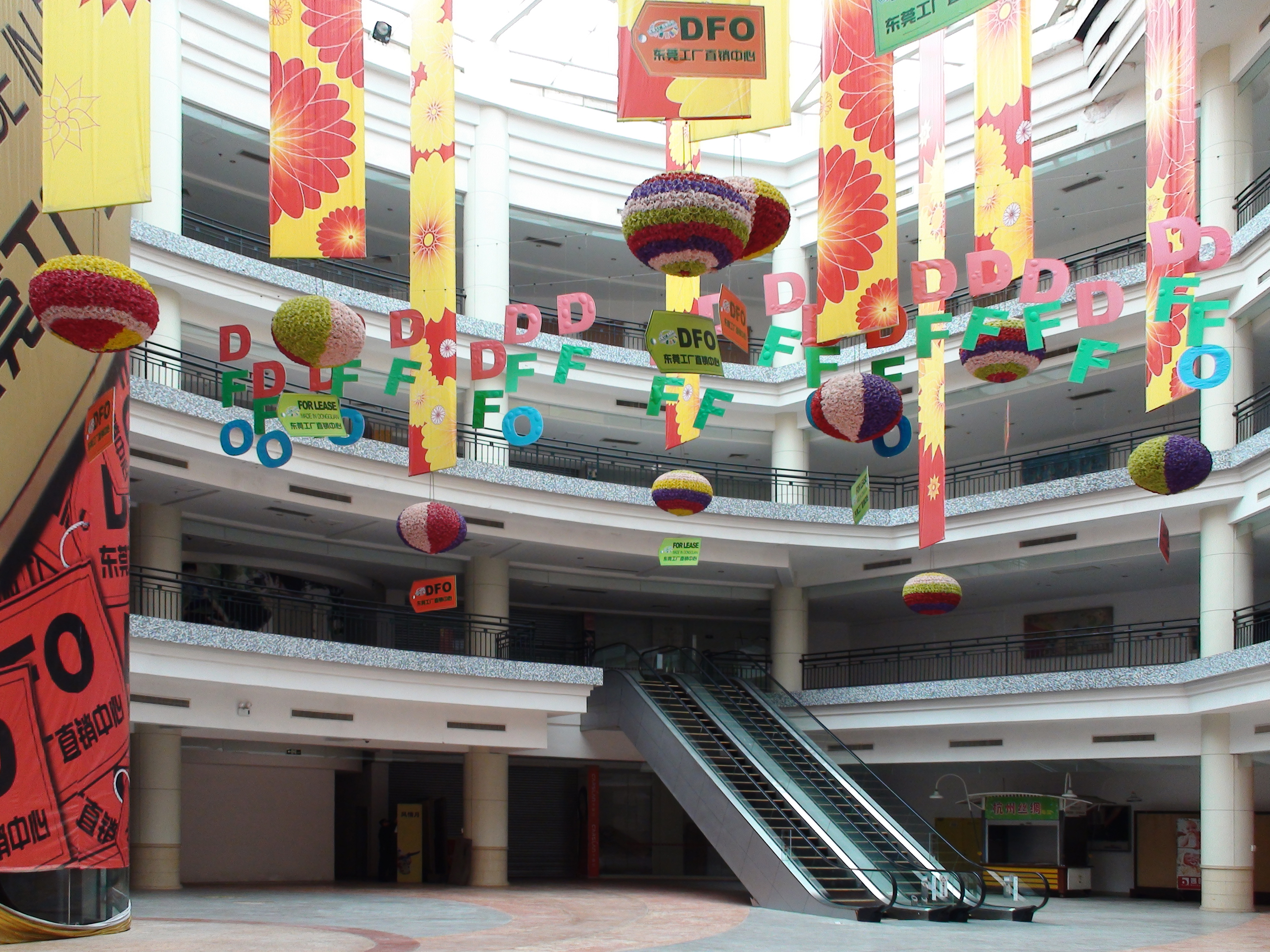
Największe centrum handlowe świata – New South China Mall

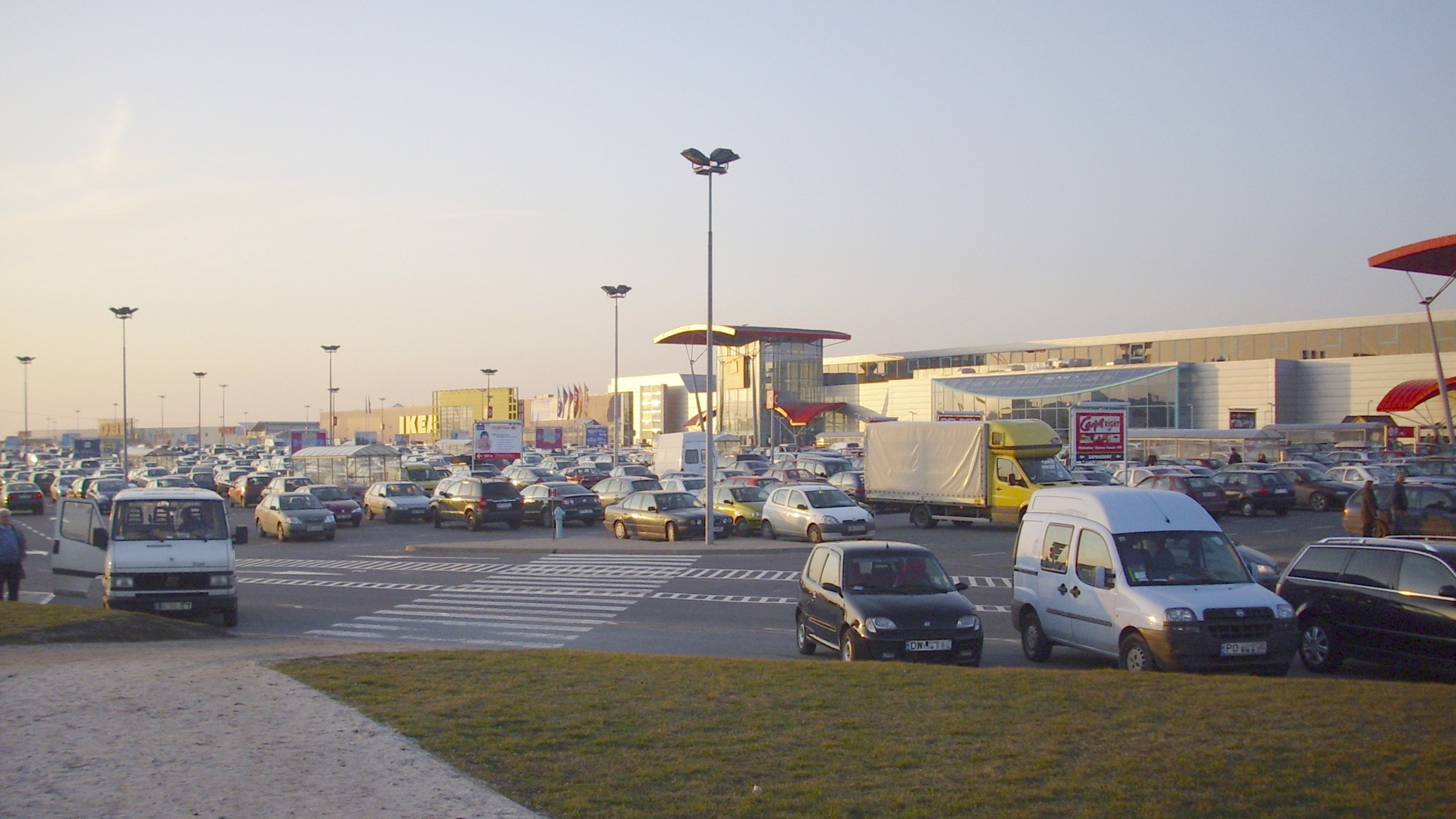
Największe centrum handlowe w Polsce – Aleja Bielany w Bielanach Wrocławskich

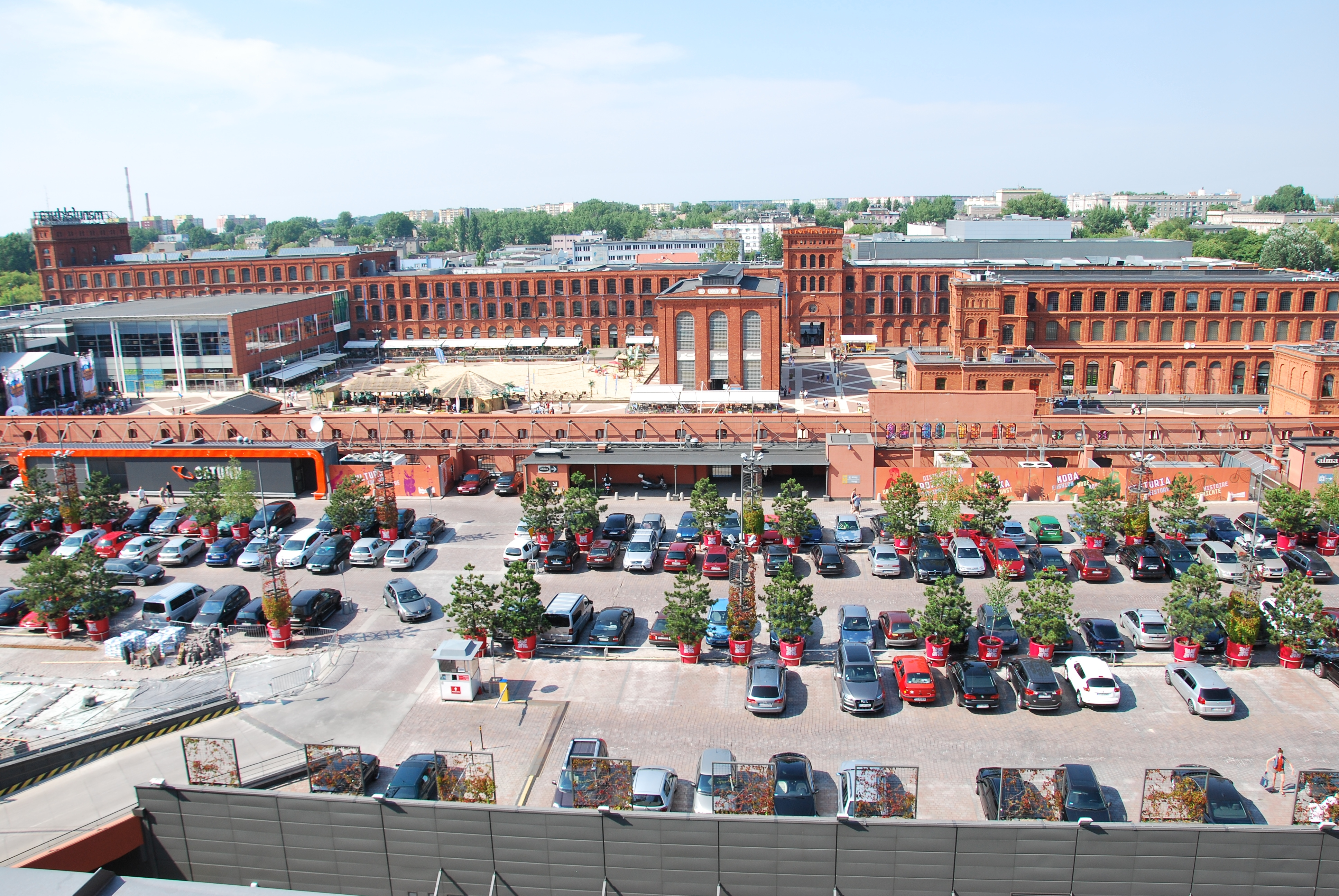
Centrum Handlowe Manufaktura w Łodzi – widok z hotelu Andel’s

Centrum handlowe, także galeria handlowa – forma koncentracji przestrzennej różnorodnych detalicznych jednostek handlowych i usługowych, prowadzonych zazwyczaj przez różne przedsiębiorstwa, stanowiąca pewną całość i przystosowana do kompleksowej obsługi klientów.

## Opis
Każdy ze sklepów występuje tam pod własną marką, natomiast samo centrum promuje się pod swoją nazwą. Obiekty tego typu znajdują się w kontekście podmiejskim, są najczęściej jedno–, ale także dwu– lub trzykondygnacyjne, posiadają wewnętrzną strukturę zorganizowaną wokół przeszklonego pasażu, zaś parkingi organizuje się jako terenowe.
Domy towarowe zaś często były zasadniczo budynkami jednej firmy lub grupy, która zazwyczaj sama sprzedawała swoje produkty i de facto taki dom (jak np. istniejący Harrods w Londynie) sprzedaje produkty pod własną marką. Jednakże te dość luksusowe sklepy (zazwyczaj największe i najwyższe, gdyż wówczas zakryte ulice były znacząco niższymi budynkami), zaczęły tracić rynek w XX wieku i wpuszczać inne marki sklepów pod własny dach.
W 1965 roku otwarto Southdale Center w Edinie – pierwsze nowoczesne, w pełni zamknięte centrum handlowe, na którego wzór zaczęto budować od tej pory wszystkie inne. Drugstore, czyli nowe centra handlowe oprócz zakupów oferowały także rozrywkę. Jean Baudrillard zauważa, że nie są to już domy towarowe zachowujące w sobie coś z epoki, w której po raz pierwszy do dóbr codziennej konsumpcji dostęp zyskały całe masy ludności. W domach towarowych nastąpiła centralizacja produktów, natomiast w drugstore towary i usługi łączone są w niespodziewane zestawienia.
Przykładem centrum handlowego jest Główny Powszechny Dom Towarowy (GUM w Moskwie) – za czasów socjalizmu znacjonalizowany dom handlowy (który sam powstał na miejsce bazaru i chaotycznej sprzedaży w zniszczonej przez wojska napoleońskie Moskwie) i traktowany jako dom towarowy pod jedną marką (zasadniczo właścicielem domu i wszystkich sklepów było państwo).
Historię współczesnych centrów handlowych można podzielić na kilka etapów:
1. hipermarket, któremu towarzyszy kilka sklepów
2. hipermarket i towarzyszące sklepy zajmują po ok. połowie powierzchni obiektu
3. do poprzedniego układu dochodzi kilka dużych sklepów znanych marek oraz niewielka część rozrywkowa
4. funkcje handlowe stanowią tylko część oferty, a centrum nabiera funkcji miniaturowego miasta.

Największe centrum handlowe na świecie to New South China Mall o 659 tys. m² powierzchni sklepowej.

## W Polsce
Pierwszym centrum handlowym w Warszawie była Panorama otwarta w 1993 przy al. Witosa 31.
W 2024 największym centrum handlowym w Polsce była Manufaktura w Łodzi.